# タウバーレッタースハイム
タウバーレッタースハイム (ドイツ語: Tauberrettersheim) はドイツ連邦共和国バイエルン州ウンターフランケン地方のヴュルツブルク郡に属す町村（以下、本項では便宜上「町」と記述する）。この町はレッティンゲン行政共同体を形成する市町村の一つである。

## 地理

### 自治体の構成
この町は、公式にはタウバーレッタースハイム集落単独で構成される。

## 歴史
この町は1103年に初めて文献上に記録されている。タウバーレッタースハイムはヴュルツブルク司教領であったが、1803年の世俗化によりバイエルン大公領となった。その後、プレスブルクの和約に基づきトスカーナ大公フェルディナンドが創設したヴュルツブルク大公国に移されたが、1814年に最終的にバイエルン王国領となった。

## 歴史的建造物

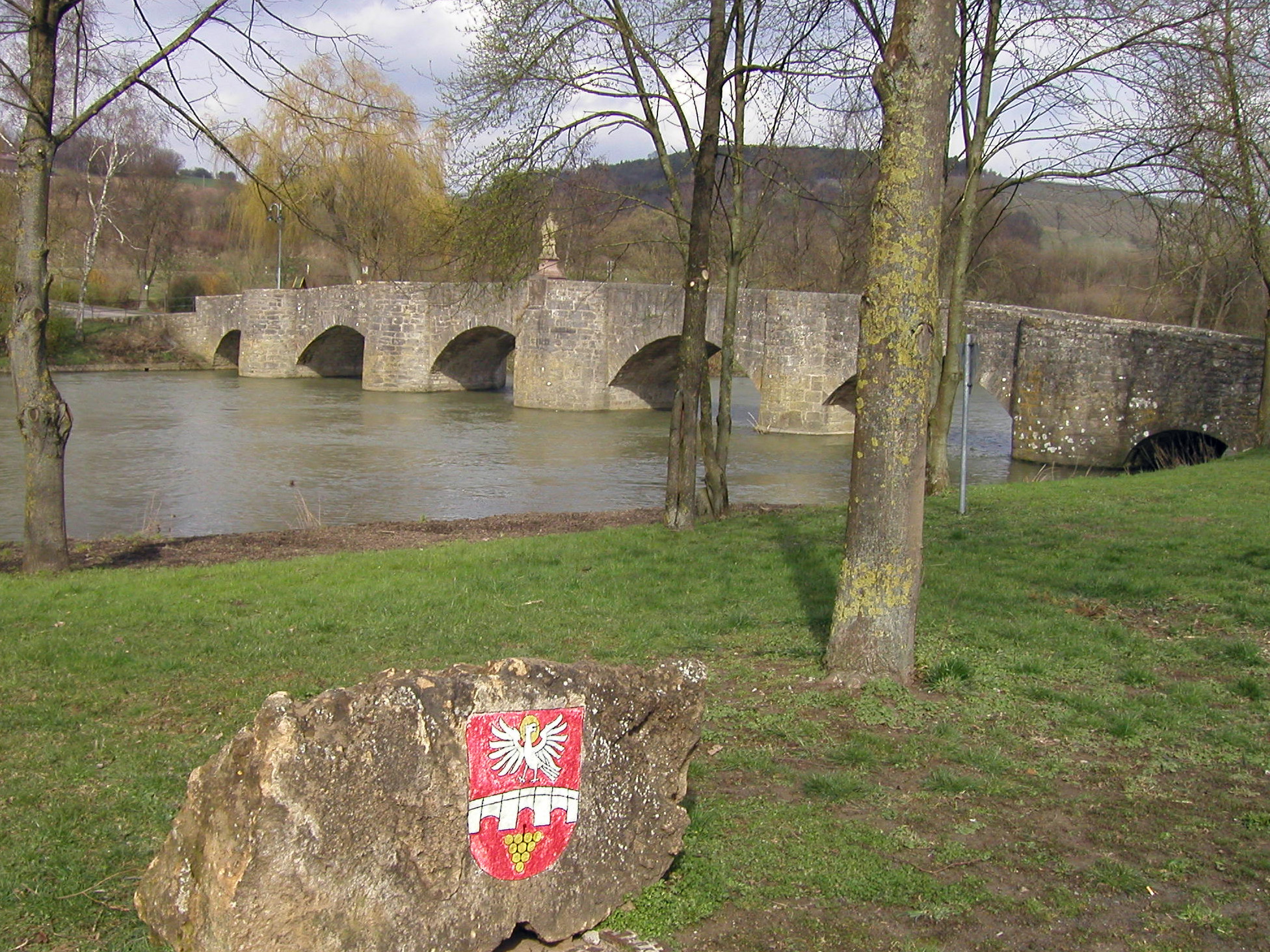
バルタザール・ノイマン設計のタウバー川の橋

タウバー川に架かる橋はバルタザール・ノイマンの設計に基づいて1733年に建設された。このほぼシンメトリックな構造の橋の長さは約54mである。第二次世界大戦で中央部分が破壊されたが、1947年に補修された。

## 行政
この町の首長はカタリーナ・フリース（無所属）である。
町議会は首長を含め 9 議席からなる。

## 経済と社会資本
タウバーレッタースハイムは、タウバー川沿いのフランケン・ワインの産地の一つである。

## スポーツ
1922年に設立された 1.FCタウバーレッタースハイムは、この町で唯一のスポーツクラブでサッカー、テニス、体操種目がある。

## 引用
1. ↑  https://www.statistikdaten.bayern.de/genesis/online?operation=result&code=12411-003r&leerzeilen=false&language=de Genesis-Online-Datenbank des Bayerischen Landesamtes für Statistik Tabelle 12411-003r Fortschreibung des Bevölkerungsstandes: Gemeinden, Stichtag (Einwohnerzahlen auf Grundlage des Zensus 2011)
2. ↑  Bayerische Landesbibliothek Online